# Carin Bratt
Carin Helena Bratt, född Gradin 2 september 1963 i Junsele församling i Västernorrlands län, är en svensk jurist och ämbetsman. Sedan 2013 är hon Försvarsmaktens chefsjurist.

## Biografi
Carin Bratt tog 1982 gymnasieexamen och 1989 juris kandidat-examen vid Uppsala universitet. Hon var 1990–1992 tingsnotarie vid Falu tingsrätt och 1993 Associate (biträdande jurist) och Office Manager vid Lagerlöf & Leman Advokatbyrå i New York. År 1994 var hon fiskalsaspirant vid Kammarrätten i Stockholm och 1996–1997 länsrättsfiskal vid Länsrätten i Stockholms län, varpå hon 1997–1998 var adjungerad ledamot av och assessor vid Kammarrätten i Stockholm. Hon var 1998–2003 rättssakkunnig och kansliråd vid Rättssekretariatet i Näringsdepartementet. Åren 2003–2005 var hon kansliråd och gruppchef för internationellt skydd vid Enheten för migration och asylpolitik i Utrikesdepartementet, varpå hon 2006 blev departementsråd och biträdande chef för enheten. Efter att Enheten för migration och asylpolitik den 1 januari 2007 flyttats till Justitiedepartementet var hon fortsatt biträdande chef för enheten 2007–2012.
Åren 2012–2013 var Carin Bratt ställföreträdande chef för Juridiska staben i Försvarsmaktens högkvarter och därefter 2013–2016 var chefsjurist och chef för Juridiska staben i Högkvarteret. Sedan 2016 är hon chefsjurist och chef för Juridiska avdelningen i Ledningsstaben i Högkvarteret.

## Källa
- Carin Bratts curriculum vitae, Försvarsmakten, länk, läst 2018-01-25.